# 4320p
4320pは、ディスプレイ、動画の解像度などで用いられる用語で、画面アスペクト比は16:9で、有効垂直解像度4320本かつ、順次走査の動画を指す略称である。正方形ピクセルにおいて7680×4320、33メガピクセル（3317万7600画素）の動画となる。つまり、2012年で最も使われる1080iの縦横それぞれ4倍、画素数は16倍である。UHDTV（超高精細テレビ）における「8K」であり、8K UHDTV、8K UHD、スーパーハイビジョン8Kと呼ばれている。フルスペックで撮影できる機材は2010年に、フルスペックで表示できる機材は2011年に開発されている。

## 人間の視覚能力の限界に到達
NHK技研の研究により、映像サイズが水平視野角100°を上回ると、人間が映像から得られる臨場感は飽和することが分かっている。この水平視野角100°は、画面の高さの0.75倍の距離から視聴した場合に達成できるが、人間が画面の粗さを全く感じないように実現するためには、水平画素数を約8000万画素にする必要が有る。つまり、4320p（8K）で解像度の面では臨場感の限界に到達する計算になる。
人間の視覚系において体験の向上が感じられるフレームレートは240 fpsが上限とされるが、4K 8Kテレビ放送でも60 fpsであるため臨場感向上の余地が残されている。また8K240Hzでの撮影は研究段階であり、2024年現在実用化されていない。4320pディスプレイの実用化以降は、フレームレートの向上に技術開発のトレンドが移ると予測されている。

## 名称
はじめに、映像がITUによりITU-R BT-1769（2006）、SMPTEによりSMPTE 2036-1（2007）が規定された。これらには2160pが含まれる。
国際電気通信連合（ITU）においてはUHDTV（Ultra HD television）、超高精細テレビに含まれる。2012年5月24日、4320pをUHDTVのうち8Kと呼ぶことが勧告された。そのため「8K UHDTV」「8K UHD」と呼ばれている。
またはUHDTV（Ultra high definition television）を直訳して「超高精細映像 8K」。総務省の発表資料でしばしば使用されている。
総務省においては現行の1080iを2Kとして、4Kと8Kを併せて愛称をスーパーハイビジョンとしている。そのため4320pは、「スーパーハイビジョン 8K」と呼ばれている。
他には8K Ultra HDまたはUHDTV Level2（超高精細テレビ レベル2）、UHDTV-2と呼ばれる。
8K4Kや単に8Kとも呼ばれるが、デジタルシネマ向け4K、4096×2160（1.90:1）の4倍の画素数の、8192×4320を指すこともある。
画面解像度においてはUHDと呼ばれている。ちなみに4KはQFHDとも呼ばれている（2K（Full HD）に比べて面積が4倍（Quadruple）になることから）。
スーパーハイビジョンには、「4K」と「 8K」があるが、NHKが単に「スーパーハイビジョン」と呼ぶときは4320pのみを指すことが多く、120p、4:4:4/12bit画質の「フルスペック」かつ22.2chサラウンドを目指して開発している。略してSHVとも呼ばれる。

## 種類
ARIB STD-B56では解像度の他に複数のパラメーターが定められている。
| フレームレート | 60, 120           |
| 色差信号       | 4:4:4, 4:2:2, 4:2 |
| 階調           | 10bit, 12bit      |

実際の撮影では、デュアルグリーン方式を加えた種類がある。
| フレームレート | カラー               | 非圧縮デジタルレート                          | 名称             |
| -------------- | -------------------- | --------------------------------------------- | ---------------- |
| 60p            | 4k×4（R・B・G1・G2） | 24Gbps（12bit）,19.9Gbps（10bit）             | デュアルグリーン |
| 120p           | 4k×4（R・B・G1・G2） | 48Gbps（12bit）                               | デュアルグリーン |
| 60p            | 8k×3（R・G・B）      | 72Gbps（4:4:4/12bit）,39.8Gbps（4:2:2/10bit） |                  |
| 120p           | 8k×3（R・G・B）      | 144.3Gbps（4:4:4/12bit）                      | フルスペック     |

## 撮影
カメラ性能は大きく分けて、4つに分類できる
- フルスペックの三板方式（8K×3枚 R/G/B）
- デュアルグリーンの四板方式（4K×4枚 R/B/G1/G2）
- ベイヤー配列の8K単板方式（8K×1枚）
- ベイヤー配列の16K単板方式（16K×1枚）

カメラの性能は世代ごとに向上している。
- 1世代（2002年） - 80kg CCD 2.5インチ光学
- 2世代（2004年） - 40kg CMOS ズーム付き
- 3世代（2010年） - 20kg CMOS

これら3つは3840×2160の撮影素子を緑のみ2枚にしたデュアルグリーンの四板方式。緑の2枚目を3色から水平垂直方向に1/2画素分ずらしてある。緑はフルスペックの半分、赤と青は1/4の解像度しかないが補間演算よって4320Pを撮影する。
- 4世代（2010年） - 65kgは初のフルスペック（7680×4320）のCMOS×3板式カメラである[17]。
- 5世代のカメラはベイヤー配列8K単板方式の小型カメラである。

2012年5月、NHK放送技術研究所と日立国際電気で共同開発した、単板式CMOSによる4キログラムの小型ビデオカメラを公開した。7680×4320のCMOSをベイヤー配列のカラーフィルターで補間演算し擬似的に4320Pカラー映像を撮影できる。ロンドンオリンピックにおける撮影で使用された。
- 2012年には、NHKと静岡大学と開発した、120Hz（120p）に対応したCMOS撮影素子を発表した。撮像領域は21.5mm×12.2mmと小型である。この撮影素子を使用したカメラは、2012年に3版式カメラが、2013年5月には単板式カメラが発表されている。単板式カメラはNHKとアストロデザインの共同開発で、2キログラムと軽量であるが60pまでとなっている[19][20]。
- 2014年には、ベイヤー配列(デュアルグリーン)の16K CMOSを開発した。単板でも16Kになると三原色とも8K以上の解像度があるため、単板でありながら8K 3板以上の画質となる[21]。また、既に販売されている4Kカメラ、CineAlta F65を改造した8Kカメラが発表された。元々F65はハニカム配列に似た8k2K程度の解像度、1900万画素CMOSを搭載しており、8Kデュアルグリーン相当の画質を出力できる。
- 2020年に、シャープから発売された5Gスマホ "AQUOS R5G"のカメラでは、8K映像が撮影できる。それにより、スマートフォンでも8k映像が撮影できるようになった。

## ディスプレイ
開発初期は、3840×2160の素子を緑のみ2枚使用し、緑の2枚目を3色から水平垂直方向に1/2画素分ずらしてある。4板式プロジェクター。緑はフルスペックの半分、赤と青は1/4の解像度しかないが擬似的に4320pを表示する。赤青のプロジェクターと緑緑のプロジェクター2台を並らべて投影する。
2009年、技研公開において、NHKがビクターと共同開発したフルスペックを満たす（8192×4320）の3板式プロジェクターを公開した。
2011年1月、NHKがJVCケンウッドと共同開発した3840×2160の素子を3枚搭載したプロジェクターを発表した。フルスペックより低価格化、小型化できるのが特徴。反射型液晶素子を斜め方向に1/2画素分、高速で光学的に屈折させることにより、縦横2倍、合計4倍の解像度を実現した。
2011年5月には、シャープがNHKと共同で85型直視型フルスペック（7680×4320）液晶ディスプレイを開発した。HDMIを16本接続、60p。輝度300cd/m。
2012年4月27日にはパナソニックがNHKと共同で145型フルスペック（7680×4320）プラズマディスプレイを開発した。世界初の自発光、直視型ディスプレイである。60p。カラー配列RGB縦ストライプ。
2017年5月24日、デルが世界初の31.5インチ8K液晶ディスプレイを発表、同年7月28日に発売開始。
2017年8月31日、シャープが世界初の民生用8K対応液晶テレビ「AQUOS 8K LC-70X500」を同年12月1日より発売すると発表。HDMIを4本接続、色域はITU-R BT.2020より狭い。
2019年9月13日、LGエレクトロニクスが世界初の民生用8K対応有機ELテレビ「LG SIGNATURE OLED 8K OLED88Z9PJA」を同日に受注販売することを発表。4K放送チューナーを搭載するが、8K放送チューナーは非搭載。8K放送チューナーを接続するにはHDMIを1本接続する。上記のAQUOSとは違ってHDMIを4本接続する方式には非対応。

## 伝送
- 2.4Gbps 非圧縮デジタル、NHK技研展示会、鴨川東京間（2005年）、光ファイバー[31]
- 640Mbps mpeg-2 NHK紅白歌合戦、東京大阪間（2006年） ip通信[31][32]
- 140Mbps H.264トリノ-アムステルダム間（2008年）、通信衛星ユーテルサット[31]
- 100Mbps×3チャンネル H.264 札幌、鹿島、東京（2009）、通信衛星きずな[31]
- 240Mbps H.264 ロンドン東京（2010年） ip通信[31]
- 180Mbps H.264 東京（2011年） UHF

2011年5月15日、NHKが世界で初めて地上波における伝送に成功した。ISDBを基本にUHF31と34の2チャンネルを、水平垂直MIMOによりそれぞれ2倍、誤り訂正符号を低密度パリティ検査符号に変更、デジタル変調を4096QAMを採用した。結果、182Mbpsのレートとなり、4320pの映像をH.264で圧縮して伝送することに成功した。
- 340Mbps（60p） H.265

2013年、三菱電機とNHKは次世代圧縮方式、H.265（HEVC）を使用するものとしては世界初のリアルタイムエンコーダーを開発した。

## 放送
2016年に21GHz帯衛星による試験放送を開始する予定。ちなみに2160p（4K）は2014年に試験放送を開始した。従来のBS・CS放送（110度・12GHz）においても16APSK（3/4）で変調すれば1チャンネルで4320pが伝送可能であり、NHKは12GHzを利用することも想定している。
8K60Hzの映像を完全無劣化で転送する場合はHDMI2.1に対応したケーブル・デバイスが双方に必要である。

### CS110度衛星による8Kテレビ放送
2016年、リオデジャネイロオリンピックにあわせて、左旋円偏波の東経110度CS放送を使用した放送を開始予定。スカパー!は現在、右旋波を使用しているが、2016年度に左旋波用衛星が打ち上げ予定。
2021年、東京2020 オリンピックにあわせて、スカパー!が使用している右旋波を使用した放送を開始予定。
CS110度左旋波、右旋波では4K（2160p）の放送も併せて開始される予定。

## 中継・撮影された素材
- 屋久島（2003年）[15]
- 愛・地球博向け動画（2004年）[15]

全国約30箇所で収録。900分
- NHK紅白歌合戦（2005年〜）[15][38]

継続して撮影収録されているかは不明。
- International Broadcasting Convention展示向け動画（2008年）[15]

ニューヨークやハワイにて空中、水中撮影を含む。RAI（イタリアの公共放送）と共同で中継も行った。
- ロンドンオリンピック（2012年）

BBCと共同。
- 2014 FIFAワールドカップ（2014年）

日本対コートジボワールと日本対ギリシャを撮影。コートジボワール戦は4K UHDに変換してChannel 4Kで録画中継された。
- 大相撲中継（2016年11月場所～2021年1月場所）

本場所中、受信設備があるNHK放送局にて、幕内の取組のライブビューイングが行われた。
- 乃木坂46 6周年バースデーライブ（2018年）

7月に行われた神宮球場での乃木坂46のライブを撮影、8K本放送開始直後である12月2日以降「乃木坂46 神宮球場8Kライブ!」としてしばらく放送された。なお隣接の秩父宮ラグビー場は収録されておらず、神宮球場でのライブとメンバーの移動シーンが収録された。
- ラグビーワールドカップ2019（2019年）

日本対アイルランドと準決勝戦(イングランド対ニュージーランド)、決勝戦(イングランド対南アフリカ)などを生中継および録画中継。同時にパプリックビューイングも行われた。

## 比較
| 1080p | 1080p | 1080p | 1080p |
| 1080p | 1080p | 1080p | 1080p |
| 1080p | 1080p | 1080p | 1080p |
| 1080p | 1080p | 1080p | 1080p |

| 2160p | 2160p |
| 2160p | 2160p |

- 4K UHDが2160pである。

### 註釈
1. ↑  1080iまでと異なり、飛び越し走査、つまり4320iを定義した規格は存在しない。